# Damlos
Damlos ist eine Gemeinde im Kreis Ostholstein in Schleswig-Holstein. Altdorf, Koselauermühle und das Gut Sebent sowie Lübbersdorf-Kleinsthofsiedlung liegen im Gemeindegebiet.

## Geografie und Verkehr
Damlos liegt in einer wald- und wiesenreichen Umgebung etwa 5 km nördlich von Lensahn und der gleichnamigen Anschlussstelle der A 1/E 47. Etwa 7 km nördlich von Damlos liegt Oldenburg in Holstein.

## Geschichte
Zahlreiche Hügelgräber aus der Jungsteinzeit und der Bronzezeit belegen eine vorgeschichtliche Besiedlung des Gemeindegebiets. Im Jahre 1928 wurde ein Grab, das um 2800 v. Chr. angelegt wurde, geöffnet.
Der Ortsname leitet sich vom altpolabischen „Dabolazy“ ab und bedeutet Eichenrodung.

## Politik

### Gemeindevertretung
Die Wahl 2023 ergab folgendes Ergebnis:
| Gemeindevertretungswahl Damlos 2023 %706050403020100 58,4 %31,0 %10,7 % FWDSPDCDUGewinne und Verlusteim Vergleich zu 2018 %p 10 8 6 4 2 0 −2 −4 −6 −8−2,5 %p+9,4 %p−6,8 %pFWDSPDCDU | Sitzverteilung in der Gemeindevertretung Damlos seit 2023Insgesamt 9 Sitze - SPD: 3 - FWD: 5 - CDU: 1 |

### Wappen
Blasonierung: „In Silber auf grünem Schildfuß ein grüner Hügel, der mit drei mit den Kronen ineinander gewachsenen grünen Eichen bestanden ist. Im Schildfuß ein in den Hügel ragender goldener Schild mit zwei roten Balken.“

## Wirtschaft

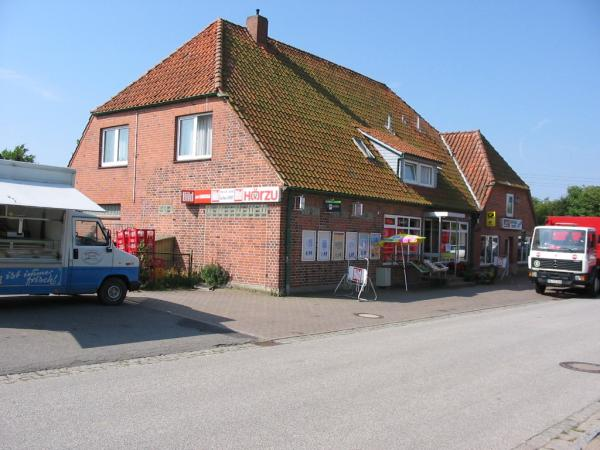
Kaufhaus Gehrdt

Die Wohnnutzung prägt das Gemeindegebiet, es gibt nur wenige Gewerbebetriebe. Das Dorfkaufhaus Gehrdt ist sozialer und geografischer Mittelpunkt von Damlos. Hier finden die Bürger alles was sie auf die Schnelle benötigen und kommen gleichzeitig mit anderen Bürgerinnen und Bürgern ins Gespräch.